# 新兴街道 (湛江市)
新兴街道，是中华人民共和国广东省湛江市霞山区下辖的一个乡镇级行政单位。

## 行政区划
新兴街道下辖以下地区：
新霞社区、录霞社区、方兴社区、文霞社区、新村和后坡村。